# Lata dwudzieste
«Lata dwudzieste» (укр. Двадцяті роки) — четвертий студійний альбом польського співака Давида Подсядла. Видання вийшло 21 жовтня 2022 року на лейблі Pur Pur у дистрибуції Sony Music Entertainment Poland.
Альбом виконаний у стилі попмузики та електронної музики. Він складається зі стандартної версії (1 CD), делюкс-версії (1 CD) та аналогової платівки. 10 травня 2024 року вийшло перевидання, яке містить, серед іншого, твори, пов'язані з франшизою Cyberpunk 2077 («Let You Down» і «Phantom Liberty»).
Альбом дебютував на 1-му місці польського чарту продажів — OLiS. Видання отримало статус діамантового альбому, перевищивши кількість 150 тисяч проданих копій.
Записи були просунуті синглами: «Post», «To co masz Ty!», «Mori», «Tazosy», «Diable», «Halo» та «Nie lubię Cię».

## Пісні
Автор музики і слів — Давид Подсядло та Якуб Ґалінський. 
| #   | Назва            | Тривалість |
| --- | ---------------- | ---------- |
| 1.  | «Wirus»          | 3:32       |
| 2.  | «Tazosy»         | 3:30       |
| 3.  | «Halo»           | 3:52       |
| 4.  | «Nie lubię Cię»  | 3:28       |
| 5.  | «Post»           | 2:51       |
| 6.  | «O czym śnisz?»  | 3:25       |
| 7.  | «Blant»          | 3:39       |
| 8.  | «To co masz Ty!» | 3:35       |
| 9.  | «Diable»         | 3:39       |
| 10. | «Mori»           | 3:14       |
| 11. | «Millenium»      | 3:41       |
| 12. | «Awejniak»       | 3:56       |
| 13. | «Szarość i róż»  | 3:41       |

## Сертифікати
| Країна | Сертифікат          | Продажі  |
| ------ | ------------------- | -------- |
| Польща | діамантова платівка | 150 000+ |

## Нагороди
| Рік  | Конкурс               | Категорія       | Результат |
| ---- | --------------------- | --------------- | --------- |
| 2023 | Премія Фридерика 2023 | Альбом поп-року | Номінація |